# Gergely István (újságíró)
Gergely István (Budapest, 1906. október 5. – Budapest, 1977. december 21.) újságíró, szerkesztő, Gergely Győző fia.

## Életpályája
Gergely Győző (1877–1945) író, újságíró, műfordító és Kaufmann Diana (1883–1973) gyermekeként született. 1928 és 1943 között az Esti Kurírnál dolgozott. 1945 januárjában közreműködésével indult meg a Népszava újbóli kiadása Debrecenben, melynek első szerkesztője lett. A következő évtől a Világosság című napilap felelős szerkesztőjeként dolgozott. 1947–1948-ban az Új Hírek című hétfői lap főszerkesztője, 1948–1949-ben a Független Magyarország munkatársa, 1949–1951-ben a Képes Figyelő című hetilap felelős szerkesztője volt. Az 1950-es évek első felében koholt vádak alapján perbe fogták, majd 1955-ben rehabilitálták. 1962-ben a Minisztertanács Tájékoztatási Hivatalának osztályvezetőjeként dolgozott. Nyugalomba vonulása után a Magyar Újságírók Országos Szövetségénél végzett szerződéses munkát.

## Díjai, elismerései
- Magyar Köztársasági Érdemrend kiskeresztje (1948)[6]
- Kossuth-érdemrend III. osztály (1948)
- Munka Érdemrend arany fokozata (1970)